# Върбица (област Враца)
Вижте пояснителната страница за други значения на Върбица.
Върбѝца е село в Северозападна България. То се намира в община Враца, област Враца.

## География
Селото е разположено на 30 километра североизточно от град Враца в подножието на веригата Веслеца.

## История
Историята на селото е древна. Първобитният човек /живял в пещерите до рекичката Бриша/, траки, римляни, славяни и прабългари от които се намират редица артефакти на много места в землището на селото, доказват постоянният интерес на различните хора към природните ресурси и географското местоположение на Върбица. Много легенди се предават от поколение на поколение, особено такива свързани с османската власт. Една от тях е легендата за Ваца „Бесната“, разсказана от майка ми Пенка Илиева /учителка/, която на свой ред я е научила от прадядо си Спас Ореля.
По турско почти навсякъде в България са действали дружини от хайдути – закрилници на народа и сиромашта. Такива е имало и в горите около с. Върбица. Неин член, отначало като ятак, а сетне и като войвода е била и Ваца /Иванка/ Бесната. Ваца била от рода Люлковци. Висока, красива и смела мома. Облечена по мъжки с червен пояс и калпак, с бели навой на краката от които се подавали дръжките на ножове, тя всявала респект у всеки, който я видел.
Дошли турците да събират данъка в общината. Много от селяните били бедни, а и годината се случила лоша, мнозина не смогнали да се издължат. Турците ги затворили в мазата и ги подложили на изтезания. Вой, писък, плач на молещи се жени и деца огласяли селото. Турският бирник доволно седял кръстосал крака в общината, ядял мазни баници и печени пилета, подсуквал мустак и се радвал на властта си. Внезапно отвън се разнесли гърмежи, настанала олелия и „Вай Аллах“ от заптиетата. В стаята нахълтала Ваца с пищов и нож в ръка. Турчинът замръзнал. Тя хвърлила в краката му валчест камък, забила ножа си до него и заповядала: „Одери този камък!“. „Ама как се дере камък, той няма кожа?“ – с попукани устни прошепнал гаджалина. „А как искаш да вземеш пари от сиромаси, като ги нямат?“ – отговорила му Ваца. „Веднага да пуснеш селяните, и да се пръждосваш от селото и повече кракът ти да не е стъпил тук!“
Така Ваца войвода оттървала селото от данъци и спасила сиромасите от османското владичество.

## Население
Преброяване на населението през 2011 г.
Численост и дял на етническите групи според преброяването на населението през 2011 г.:
|                     | Численост | Дял (в %) |
| Общо                | 474       | 100,00    |
| Българи             | 273       | 57,59     |
| Турци               | 0         | 0,00      |
| Цигани              | 148       | 31,22     |
| Други               | 0         | 0,00      |
| Не се самоопределят | 0         | 0,00      |
| Неотговорили        | 50        | 10,54     |

## Редовни събития
Съборът на Върбица е на 16 май.